# Albero di Natale (estrazione)

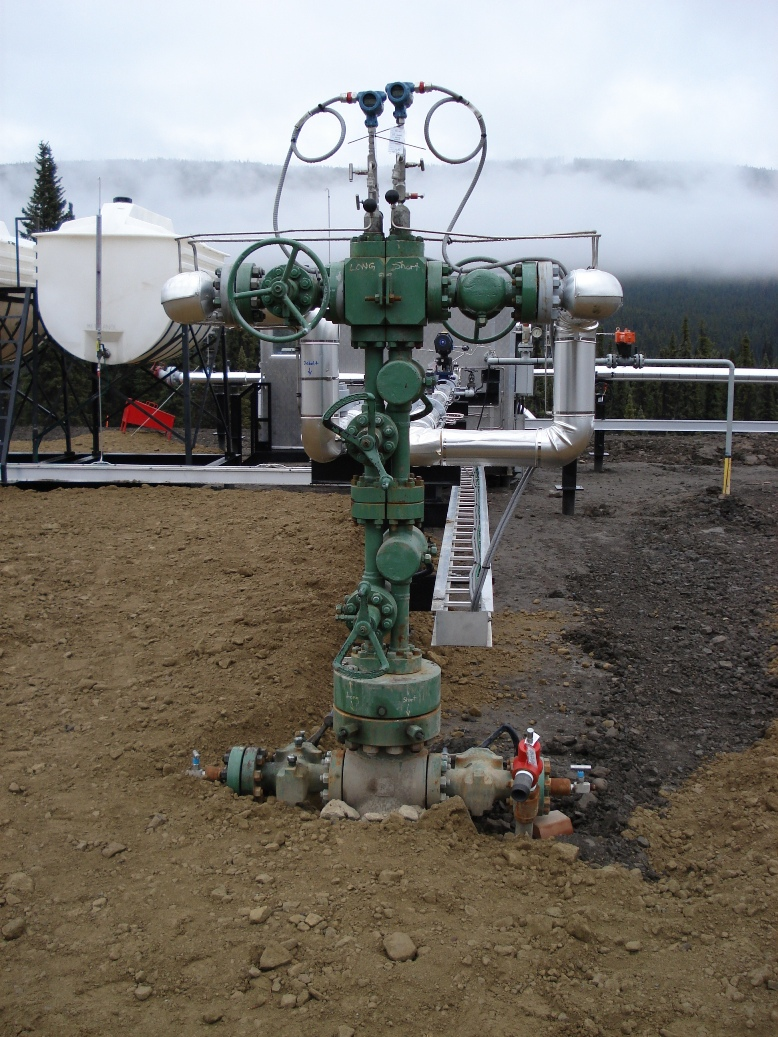
Albero di Natale di un pozzo petrolifero

Nell'estrazione del petrolio e del gas naturale, un Albero di Natale o croce di produzione è un insieme di valvole, tubazioni e raccordi utilizzati per regolare il flusso dei fluidi di un pozzo di petrolio, di gas o di condensato, di iniezione o di smaltimento d'acqua e altri tipi di pozzi. La sua denominazione deriva dalla sua somiglianza con il semaforo di partenza delle gare di Drag Racing.

## Panoramica
Un albero di Natale è un apparecchio distinto dalla testa pozzo e viene normalmente installato al di sopra di essa.

Una testa pozzo viene utilizzata senza l'albero di Natale durante le operazioni di perforazione e quelle di tiraggio del riser, mentre l'albero viene installato dopo, per cominciare l'estrazione.
I pozzi prodotti con pompe a stelo (come "pump jacks", "nodding donkeys", "grasshopper pumps" e così via) spesso non richiedono l'utilizzo di alberi di Natale a causa delle pressioni in gioco relativamente basse.
Gli alberi di Natale vengono usati su pozzi sia di superficie che sottomarini e in entrambi i casi vengono realizzati secondo alcune varianti. Per esempio gli alberi sottomarini possono essere alberi convenzionali, a mono o a doppio foro, alberi con linea di flusso passante ("TFL") o con albero passante ("TBT").

L'albero sottomarino installato a maggiore profondità si trova nel Golfo del Messico a circa 2700 m sotto il livello del mare; i limiti tecnici attuali per l'installazione di un albero sottomarino sono una profondità di circa 3000 metri, temperature operative tra -45 °C e 180 °C e pressioni fino a circa 1000 bar.

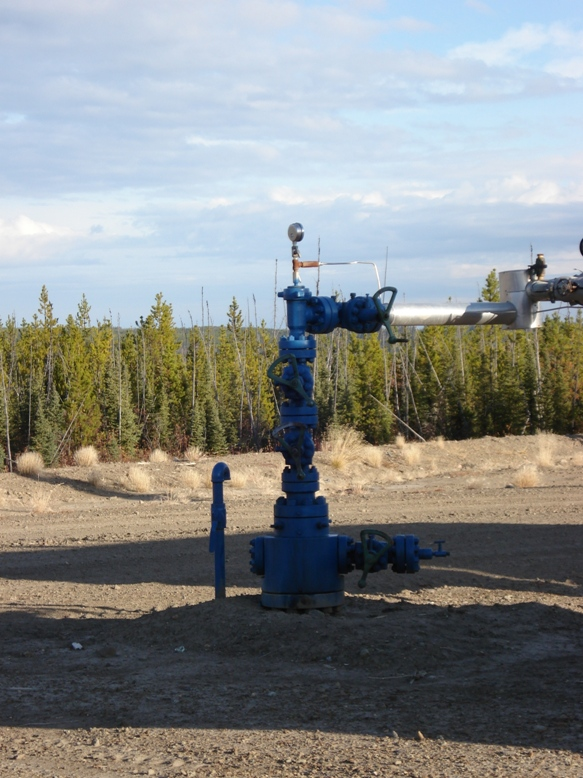
Testa pozzo in Columbia Britannica, Canada

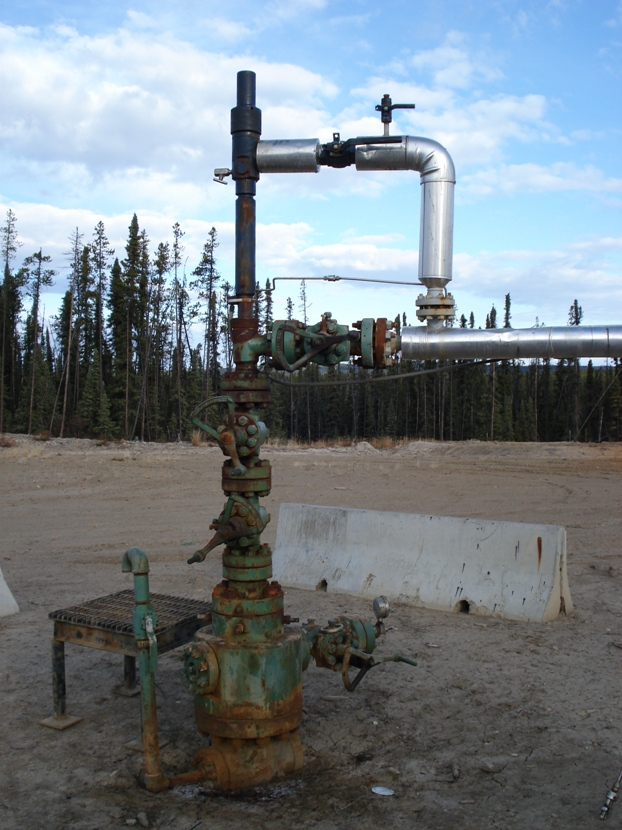
Testa pozzo con elevatore a stantuffo

### Funzioni di un albero di Natale
La funzione principale di un albero di Natale è quella di controllare il flusso di idrocarburi, di solito petrolio o gas, in uscita dal pozzo. In altri casi un albero può essere usato per controllare il flusso di gas o acqua in iniezione in un pozzo non produttivo, al fine di aumentare la pressione dei fluidi all'interno del giacimento e quindi i tassi di produzione di petrolio dagli altri pozzi ad esso collegati.
Quando il pozzo è pronto a produrre e le tubazioni a valle ("flow lines") sono pronte a ricevere il petrolio o il gas, si aprono le valvole dell'albero e si comincia il trasferimento dei fluidi della formazione agli impianti di processo, ai depositi di stoccaggio o agli oleodotti di trasferimento a una raffineria o a un centro di distribuzione di gas. Le "flow lines" di pozzi sottomarini sono di solito connesse a una piattaforma di produzione fissa o galleggiante, o a una nave o chiatta di stoccaggio ("Floating Storage Offloading vessel", FSO), o a un'unità di processo galleggiante ("Floating Processing Unit", FPU), o a una nave galleggiante di produzione, stoccaggio e scarico ("Floating Production Storage and Offloading vessel", FPSO).
Un albero è spesso dotato di altre funzioni aggiuntive tra cui punti di intervento per pozzi, dispositivi di scarico della pressione, punti di monitoraggio (di pressione, temperatura, corrosione, erosione, rilevamento della sabbia, portata, composizione del flusso, feedback di posizione della "choke valve"), nonché punti di connessione per trasduttori di pressione e temperatura del pozzo (DHPT) o punti di iniezione di prodotti chimici e/o additivi. Nei pozzi in produzione l'iniezione di prodotti chimici o alcoli o distillati di petrolio serve a prevenire problemi di produzione (come blocchi o intasamenti).
Gli alberi sottomarini possono essere dotati, in aggiunta, di un sistema di controllo connesso ai sensori installati sull'albero stesso o lungo la parete del pozzo in modo tale da poter controllare la valvola di sicurezza del fondo pozzo ("SCSSV", "DHSV" o "SSSV") sulla base dei segnali inviati dai sensori.
La complessità dell'albero è aumentata negli ultimi decenni. Oggigiorno vengono spesso prodotti in singoli pezzi di acciaio che includono anche le valvole anziché essere assemblati da singoli componenti flangiati, in particolare nelle applicazioni sottomarine nelle quali il telaio e i sistemi di supporto in cui è integrato il blocco valvole principale non ha più neanche l'aspetto tradizionale di un albero di Natale.

### Configurazione delle valvole negli alberi di Natale
Esistono diverse configurazioni delle valvole connesse agli alberi di Natale, così come può variare la combinazione tra valvole manuali e / o attuate (idraulicamente o pneumaticamente). Gli esempi più tipici sono identificati nelle specifiche API 6A, Wellhead and Tree Equipment e 17D, Specification for Design and Operation of Subsea Production Systems — Subsea Wellhead and Tree Equipment.

#### Negli alberi di superficie
La configurazione di base in un albero di superficie è costituita da due o tre valvole manuali, di solito a saracinesca ("gate valve"), che garantiscono una bassa perdita di carico del fluido quando sono completamente aperte.
Nelle configurazioni più sofisticate le valvole sono almeno quattro o cinque, normalmente disposte secondo uno schema di tipo a crocifisso:
1. Le Master Valve superiore e inferiore. Sono due valvole installate in serie nella parte inferiore dell'albero[5]: le valvole master sono normalmente in posizione completamente aperta e non vengono mai manovrate quando il pozzo produce (tranne in caso di emergenza o per chiudere il pozzo per manutenzione) per prevenire l'erosione delle superfici di tenuta della valvola. La valvola master inferiore viene normalmente azionata manualmente, mentre la valvola master superiore viene spesso azionata idraulicamente, consentendone l'utilizzo come mezzo di chiusura a distanza nel pozzo in caso di emergenza.
2. Le Wing Valve. Sono due valvole a farfalla attuate, situate sul braccio destro e su quello sinistro dell'albero[6]. La valvola a destra viene spesso chiamata wing valve di flusso o di produzione ("Flow Wing Valve" o "Production Wing Valve") perché è installata lungo il percorso del flusso degli idrocarburi verso gli impianti di produzione (o lungo il percorso dell'acqua o del gas verso il pozzo nel caso di pozzi di iniezione). È quella normalmente utilizzata per chiudere la produzione del pozzo, limitando così l'uso delle valvole master per l'isolamento del pozzo a fini di manutenzione. Le valvole a farfalla ad attuazione idraulica sono generalmente costruite per chiudersi in caso di interruzione del fluido di controllo (cioè sono di tipo "fail safe closed"), il che significa che in caso di guasto dell'attuazione il pozzo si chiude automaticamente senza necessità di intervento dell'operatore. La valvola a sinistra viene spesso chiamata valvola di sicurezza ("Kill Wing Valve", KWV), e viene utilizzata principalmente per l'iniezione di additivi quali inibitori di corrosione o metanolo per prevenire la formazione di idrati. Nell'area del Mare del Nord, il braccio sinistro viene chiamato braccio laterale non attivo ("Non-Active Side Arm", NASA), e di solito viene operato manualmente.
3. La Swab Valve. È la valvola manuale che si trova in cima all'albero di Natale e fornisce una via di accesso al pozzo[7]. Viene utilizzata tipicamente per interventi quali l'inserimento nel pozzo di cavi o multi-cavi[8] oppure di coiled tubing. Durante tali operazioni i cavi o il "tubing" vengono inseriti nel pozzo attraverso un lubrificatore e la "Swab valve". In alcuni alberi si trovano due Swab Valve disposte in serie una sopra l'altra, il che consente di effettuare operazioni di sollevamento di attrezzature ("rigging") dalla cima dell'albero mantenendo il pozzo in produzione con due barriere di sicurezza per contenere la pressione. Nei pozzi con Swab Valve singola durante le operazioni di "rigging" si chiude la Master Valve superiore, ma questo implica l'interruzione della produzione del pozzo.

#### Negli alberi sottomarini

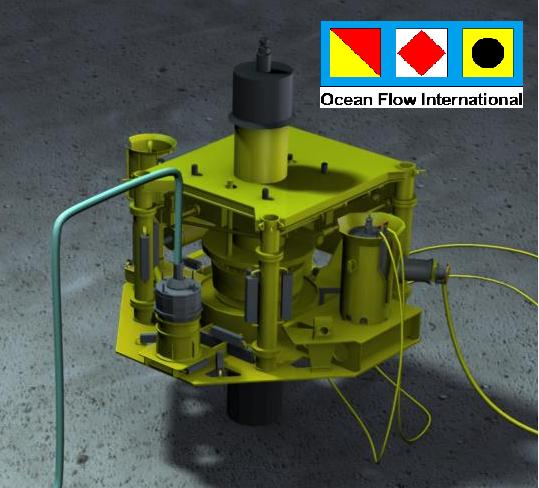
Testa pozzo con albero di Natale sottomarino della Ocean Flow International

Gli alberi sottomarini sono disponibili in configurazione sia orizzontale che verticale e con una serie di varianti quali a mono o a doppio foro, con alberi con linea di flusso passante ("TFL") o con albero passante ("TBT") ecc.
Gli alberi sottomarini possono variare in dimensioni e peso da alcune tonnellate fino a circa 70 tonnellate per applicazioni per acque profonde (> 3000 piedi), senza guida ad alta pressione.
Gli alberi sottomarini contengono diverse valvole e accessori aggiuntivi rispetto agli alberi di superficie. In genere un albero sottomarino è dotato di una "choke valve" per il controllo della portata di produzione), un'interfaccia di connessione alla "flowline" (flangiata o con altra connessione), un'interfaccia con il sistema di controllo sottomarino (sistema di tipo idraulico, elettro-idraulico o elettrico) e sensori per la raccolta di dati operativi quali pressione, temperatura, portata di sabbia, livello di erosione, portata di flusso multifase o monofase ecc.

## Standard di riferimento per la progettazione e la costruzione delle teste pozzo
Le teste pozzo e gli Alberi di Natale vengono progettate e costruite in base ad alcuni standard del settore petrolifero, che danno indicazioni su materiali, dimensioni, procedure di test, valori di pressione, tipi di tenute ammissibili ecc. Per esempio le pressioni nominali applicabili sono 5, pari a 2.000, 3.000, 5.000, 10.000 e 15.000 psi, mentre i materiali utilizzati devono avere un a resistenza a snervamento compresa tra 36.000 e 75.000 psi.
Gli standard utilizzati a livello internazionale sono i seguenti:
1. API 6A, 20ª Edizione, Ottobre 2010; "Specification for Wellhead and Christmas Tree Equipment" (Specifiche per apparecchiature per teste pozzo e alberi di Natale)
2. API 17D, 2ª Edizione, Maggio 2011; "Specification for Design and Operation of Subsea Production Systems—Subsea Wellhead and Tree Equipment" (Specifiche per la progettazione e l'operazione di sistemi di produzione sottomarini - Teste pozzo e alberi di Natale sottomarini)
3. ISO 10423:2009; "Wellhead and Christmas Tree Equipment" (Apparecchiature per teste pozzo e alberi di Natale).
4. NORSOK D-010 3ª Edizione, agosto 2004; "Well integrity in drilling and well operations" (Integrità dei pozzi in fase di perforazione e produzione)[9].